# La Turballe
La Turballe é uma comuna francesa na região administrativa do País do Loire, no departamento de Loire-Atlantique. Estende-se por uma área de 18.53 km². Em 2010 a comuna tinha 4 673 habitantes (densidade: 252,2 hab./km²).